# Stazione di Santadi
La stazione di Santadi era una stazione ferroviaria al servizio del comune di Santadi, posta lungo la linea Siliqua-San Giovanni Suergiu-Calasetta.

## Storia
La stazione venne realizzata dalla Ferrovie Meridionali Sarde negli anni venti del Novecento nell'ambito della fase di costruzione della rete ferroviaria pubblica a scartamento ridotto per il Sulcis-Iglesiente progettata nel decennio precedente. Proprio a tal proposito lo scalo realizzato alle porte dell'abitato di Santadi rappresentava il termine della parte in comune tra i due progetti proposti per il collegamento su ferro tra Calasetta e Cagliari: il primo prevedeva che da Santadi la linea proseguisse verso Capoterra per raggiungere il capoluogo regionale senza trasbordi, mentre il secondo, che venne effettivamente realizzato, sarebbe risalito verso Narcao e da qui sino a Siliqua, collegata anche dalla rete delle Ferrovie dello Stato con il Cagliaritano. Una volta stabilito il tracciato definitivo venne quindi decisa la posizione della stazione di Santadi, la quale venne realizzata nell'ottica che in una seconda fase potesse divenire origine della linea diretta per Cagliari delle FMS, che restò invece sempre sulla carta.
La stazione, il cui fabbricato viaggiatori fu decorato da Stanis Dessy come altri edifici analoghi delle Meridionali Sarde, venne inaugurata insieme alla Siliqua-Calasetta il 13 maggio 1926 per poi iniziare l'attività il successivo 23 maggio. Nei primi decenni di esercizio la struttura si caratterizzava per il particolare sistema di pompaggio dell'acqua dal pozzo dello scalo verso il serbatoio a torre, che era azionato da un aeromotore, poi smantellato.
L'esercizio ferroviario nella stazione proseguì sino alla chiusura della rete FMS, il 1º settembre 1974, data in cui le relazioni su ferro vennero sostituite da corrispettivi servizi di autolinee a cura delle stesse Ferrovie Meridionali Sarde. Proprio a tal fine l'area della stazione, seppur disarmata dall'infrastruttura ferroviaria, continuò ad essere impiegata come fermata e deposito per gli autobus delle FMS sino al 2008, anno in cui la ex concessionaria ferroviaria fu assorbita dall'ARST, che da allora usufruisce della struttura per il rimessaggio dei propri mezzi.

## Strutture e impianti

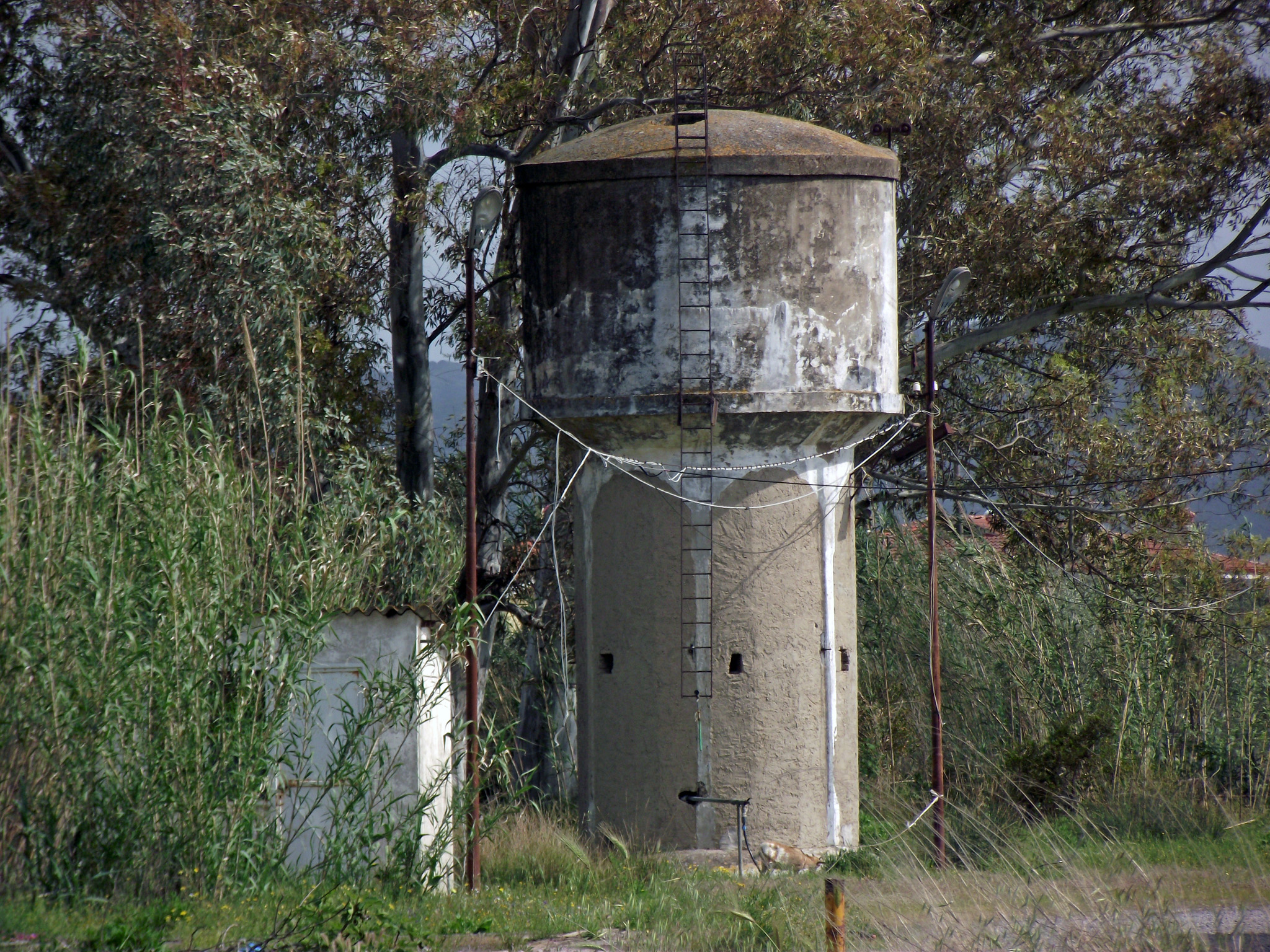
La torre dell'acqua della stazione, in origine rifornita con l'impiego di un aeromotore

Dal 1974 la stazione di Santadi non è più attiva e l'infrastruttura ferroviaria in essa presente è stata smantellata negli anni successivi.
Durante l'attività lo scalo presentava caratteristiche di stazione di seconda classe delle FMS ed era dotato di due binari passanti, a scartamento da 950 mm, a cui si affiancava un tronchino che afferiva allo scalo merci dell'impianto. Questa parte della stazione comprendeva anche un piano caricatore ed un magazzino, adiacente al fabbricato viaggiatori, edificio (ancora esistente) a pianta rettangolare con sviluppo su due piani, dotato di tetto a falde in laterizi e di tre accessi sui lati maggiori. I locali ospitavano anche la Direzione Movimento della stazione.
In un altro fabbricato, poi demolito, erano posti i servizi igienici, mentre un'ulteriore costruzione era posta in corrispondenza della torre dell'acqua della stazione, quest'ultima alimentata da un pozzo. Nei primi anni di esercizio il sistema di pompaggio dell'acqua era azionato grazie ad un aeromotore montato su un traliccio metallico, poi smantellato.

## Movimento
Sino al 1974 la stazione era servita dai treni, sia passeggeri che merci, delle Ferrovie Meridionali Sarde.

## Servizi
Durante gli anni di attività la stazione era dotata di una sala d'attesa e di una biglietteria, ospitati nel fabbricato viaggiatori. Erano inoltre presenti i servizi igienici, ospitati in una costruzione a sé stante.
- Biglietteria a sportello
- Sala d'attesa
- Servizi igienici